# الاتحاد الرياضي الدولي للأشخاص ذوي الإعاقة الذهنية
الاتحاد الدولي للرياضة لذوي الإعاقة الذهنية (INAS) تأسس عام 1986 من قبل متخصصين في هولندا شاركوا في الرياضة وأرادوا تعزيز مشاركة الرياضيين ذوي الإعاقة الذهنية والتوحد ومتلازمة داون في رياضة النخبة في جميع أنحاء العالم.
ينظم الاتحاد كل أربعة سنوات دورة الألعاب الدولية.

## مقالات ذات صلة
- الألعاب الدولية